# 福井県道213号松屋河原市線
福井県道213号松屋河原市線（ふくいけんどう213ごう まつやかわらいちせん）は福井県三方郡美浜町内の国道と集落を結ぶ一般県道である。

## 路線概要

### 路線データ
- 起点：三方郡美浜町松屋
- 終点：同町河原市

## 利用状況
国道と集落を結ぶ県道なのであまり利用は多くないが、松屋集落内に新庄渓流の里があるので夏場の利用は増加する。県道は2007年現在、部分的に通行止めとなっているが併走する農道に迂回して、松屋集落まで到達することが可能である。ちなみに松屋集落で道路自体が行き止まりになるわけではなく、その先に粟柄河内谷林道が続いている。利用者はほとんどいないが、治山工事従事者や道路走破趣味者などが稀に利用している。

## 接続道路
- 国道27号（終点）
- 国道162号（国道27号と重複）

## 沿線
- 彌美神社
- 松月寺
- 新庄渓流の里
- 嶺南変電所